# Eduardo Peris
Eduardo Peris Millán (Zaragoza, 17 de septiembre de 1977) es un profesor, perito informático forense, perito judicial y político español. Ha sido diputado en las Cortes de Aragón

## Biografía
Eduardo Peris nació el 17 de septiembre de 1977 en la ciudad de Zaragoza. 
Doctorando en la Universidad Politécnica de Madrid, en la Escuela Técnica Superior de Ingeniería de Sistemas Informáticos, en el área de Ciencias y Tecnologías de la Computación para Smart Cities. Estudió en el Colegio Corazonistas de Zaragoza (Hermanos del Sagrado Corazón). Posteriormente, cursó y terminó la carrera de Ingeniería Técnica en Informática de Sistemas en la Escuela Universitaria Politécnica de la Almunia de Doña Godina, Centro de la Universidad de Zaragoza. Posteriormente obtuvo el título de Ingeniero en Informática. También obtuvo el Programa Superior de Gestión Pública del IESE (Universidad de Navarra), el Máster Oficial Universitario en Liderazgo y Gestión Pública de la Universidad San Jorge y el Máster Oficial Universitario en Gestión estratégica de la información y el conocimiento en la UOC.
Desde el 24 de noviembre de 2018 es Decano

 del Colegio Profesional de Ingenieros Técnicos en Informática de Aragón, corporación de derecho público integrada por los Graduados en Ingeniería Informática, Ingenieros Técnicos en Informática, y Diplomados en Informática de la comunidad autónoma de Aragón.
Desde el 15 de junio de 2019 es Presidente del Consejo General de Colegios Oficiales de Ingeniería Técnica en Informática (CONCITI), corporación de derecho público integrada por los colegios profesionales de Grado en Ingeniería Informática e Ingeniería Técnica en Informática existentes en las diferentes comunidades autónomas de España
Ha sido Presidente de la Asociación de Ingenieros Técnicos en Informática de Aragón (AITIA).
Desde junio de 2019 es Miembro de la Comisión Mixta EURO-INF de ANECA (Agencia Nacional de Evaluación de la Calidad y Acreditación)
Es también miembro de los Comités "CTN IOT Y TECNOLOGÍAS RELACIONADAS", encargado de la Estandarización en el campo de Internet de los cosas y tecnologías relacionadas y "CTN INTELIGENCIA ARTIFICIAL Y BIG DATA", encargado de la Normalización en el campo de la Inteligencia Artificial.
Desde agosto de 2020 es miembro del Consejo Asesor de Telecomunicaciones e Informática de Aragón. Órgano con funciones de carácter consultivo y de asesoramiento, y que se creó como consecuencia de la Ley 7/2001, de 31 de mayo, de creación de la entidad pública Aragonesa de Servicios Telemáticos.
Desde octubre de 2020 es miembro del Consejo Consultivo para la Transformación Digital. Órgano colegiado dotado de plena autonomía funcional que asesora al Ministerio de Asuntos Económicos y Transformación Digital en el diseño de la propuesta de las políticas del Gobierno en materia de transformación digital.
Desde febrero de 2023 es Presidente de la "Mesa de la Ingeniería Aragonesa / Ingeniería de Aragón", entidad constituida como foro de opinión, representación y trabajo de expertos en el ámbito de la Ingeniería Aragonesa. La mesa de la Ingeniería está constituida por Colegios de diferentes ramas de la Ingeniería y representa a más de 8.000 profesionales.

## Trayectoria política
En las elecciones autonómicas celebradas en Aragón, el 22 de mayo de 2011, formaba parte de la lista encabezada por Luisa Fernanda Rudi por el Partido Popular, alcanzando el 39,82% de los votos (30 escaños de 67). En la circunscripción de Zaragoza se obtuvieron 17 escaños, convirtiéndose Eduardo Peris en Diputado.
El 24 de mayo de 2015 se celebraron las elecciones autonómicas en las que el Partido Popular volvió a vencer con un 27,50% de los votos (21 diputados). Eduardo Peris volvió a tomar posesión del acta de Diputado el 10 de octubre de 2015.
En la VIII Legislatura, del 21 de junio de 2011 al 8 de febrero de 2012 fue Presidente de la Comisión de Innovación y Nuevas Tecnologías de las Cortes de Aragón y del 8 de febrero de 2012 al 17 de junio de 2015 fue Presidente de la Comisión de Industria e Innovación.
En la IX Legislatura, fue Vicepresidente de la Comisión de Innovación, Investigación y Universidad.
El 28 de diciembre de 2018 hizo público su intención de "no formar parte de listas electorales en las elecciones de 2019

"

## Premios y reconocimientos
- “Global Democracy Award” otorgado por “The Washington Academy of Political Arts & Sciences” (2019)
- Designado entre los 100 profesionales del mundo de la política más influyentes de 2019 (Consejo Editorial Washington COMPOL)